# أسكندان
أسكندان هي قرية في مقاطعة أسكو، إيران. عدد سكان هذه القرية هو 837 في سنة 2006.